# Hugh McDonald
Hugh John McDonald (28 de desembre de 1950 a Filadèlfia) és el baixista de la banda nord-americana Bon Jovi des de 1994. Va substituir Alec John Such. A pesar de dur tants anys amb el grup, no se'l considera un membre oficial. Cal aclarir que componia el baix per a estudi de Bon Jovi des de 1983. El 1994, després de l'eixida d'Alec, a Hugh se li proposa ser membre oficial, cosa que aquest rebutja degut al fet que en no ésser membre oficial pot treballar amb altres bandes. Això no obstant, fins al dia d'avui, Hugh segueix treballant amb Bon Jovi al 100% en estudi i en viu.
També ha col·laborat en els àlbums solistes de Richie Sambora i Jon Bon Jovi, a més d'haver treballat amb músics de la categoria d'Alice Cooper o Ringo Starr.